# Nové Dvory (okres Kutná Hora)
Nové Dvory (německy Neuhof) jsou městys v okrese Kutná Hora ve Středočeském kraji. Leží čtyři kilometry severovýchodně od centra města Kutná Hora, u soutoku říček Klejnárky a Vrchlice. Nové Dvory mají dvě místní části – Nové Dvory a Ovčáry. Celkem zde žije 907 obyvatel. Historické jádro obce je městskou památkovou zónou.

## Historie

### První písemná zmínka
V roce 1143 byl založen klášter v Sedlci, ve kterém se usadili cisterciáci. Sedlecký klášter zakládal ve svém okolí i hospodářské dvory, kolem jednoho hospodářského dvoru se později utvořila osada, kterou je dnes městys Nové Dvory. První písemná zmínka o Novém Dvoru je na pečeti (sig. witc de nova curia) Vítka z Žehušic z roku 1370. Dále je Nový Dvůr zmíněn v listinách, které jsou obsaženy v Archivu českém. Tyto listiny pocházejí z let 1414 a 1416; jsou převážně finančního charakteru.

### Doby husitské
Husitské vojsko přitáhlo na jaře roku 1421 ke Kutné Hoře a vypálilo sedlecký klášter. Většinu klášterního majetku převzal Zikmund, aby si dopomohl ke splacení svých válečných výloh. I Nový Dvůr připadl Zikmundovi, který jej později majestátem s mnoha dalšími vesnicemi v roce 1436 nechal zapsat knězi Bedřichu ze Strážnice a jeho dědicům, jako součást jeho kolínského panství. Ziskem těchto a ostatních statků se mohl Bedřich ze Strážnice rovnat mnohým předním pánům v zemi. Po smrti Bedřicha ze Strážnice byl Nový Dvůr v majetku Jiřího z Poděbrad. Když Jiří z Poděbrad zemřel a sešli se jeho dědicové, aby si rozdělili majetek, došlo na dělení všech statků kromě Nového Dvoru. Ten zápisně držel Jaroslav z Újezda. Nový Dvůr byl poté vyčleněn z kolínského panství a v roce 1501 patřil komoře české. V roce 1501 vydal Vladislav Jagelonský na nátlak opata Klementa dekret, kterým navrátil Nový Dvůr s příslušenstvím do držení sedleckého kláštera, jako to bylo před husitskými válkami. V roce 1552 koupil Nový Dvůr Karel ze Žerotína za částku 1242 kop, 4 gr. a 5 denárů. V roce 1592 koupil Karel ze Žerotína za 9000 kop míšeňských grošů Ovčáry, které spojil s Novým Dvorem. Důležitým milníkem v dějinách Nového Dvoru je rok 1593. Toho roku byl Nový Dvůr Rudolfem II. spojen s okolními vesnicemi a vzniklo Novodvorské panství. Nehovoříme tedy již o Novém Dvoru, ale o Nových Dvorech. Toto jméno přešlo pak i na vesnici, která se kolem Nového Dvoru rozrostla a zahrnuje v sobě i část Ovčáry. Tehdejší majitel Nových Dvorů, tedy Kašpar Melichar ze Žerotína, nechal postavit zámeček, zhruba v místech dnešního zámku. Brzy po dostavbě zámku však Nové Dvory v roce 1607 vyhořely kvůli požáru, který se rozšířil z pivovaru. V roce 1628 prodal Kašpar Melichar ze Žerotína Nové Dvory své manželce Elišce z Vajdštejna na Lomnici za 70 000 míšeňských kop. Ta je odevzdala své dceři, Elišce Polyxeně ze Žerotína († 1636), která se provdala Petra Voka Švihovského z Riesenberka. S Petrem Vokem zplodila syny Bedřicha Kašpara Švihovského, Ferdinanda Karla a dceru Elišku. Když v roce 1640 Eliška Polyxena Švihovská zemřela, byly Nové Dvory v rukou Žerotínů už sedmdesátý první rok. Před svou smrtí stačila rozdělit své panství dvěma polovinami mezi svého manžela Petra Voka Švihovského a své tři děti.

### Po třicetileté válce

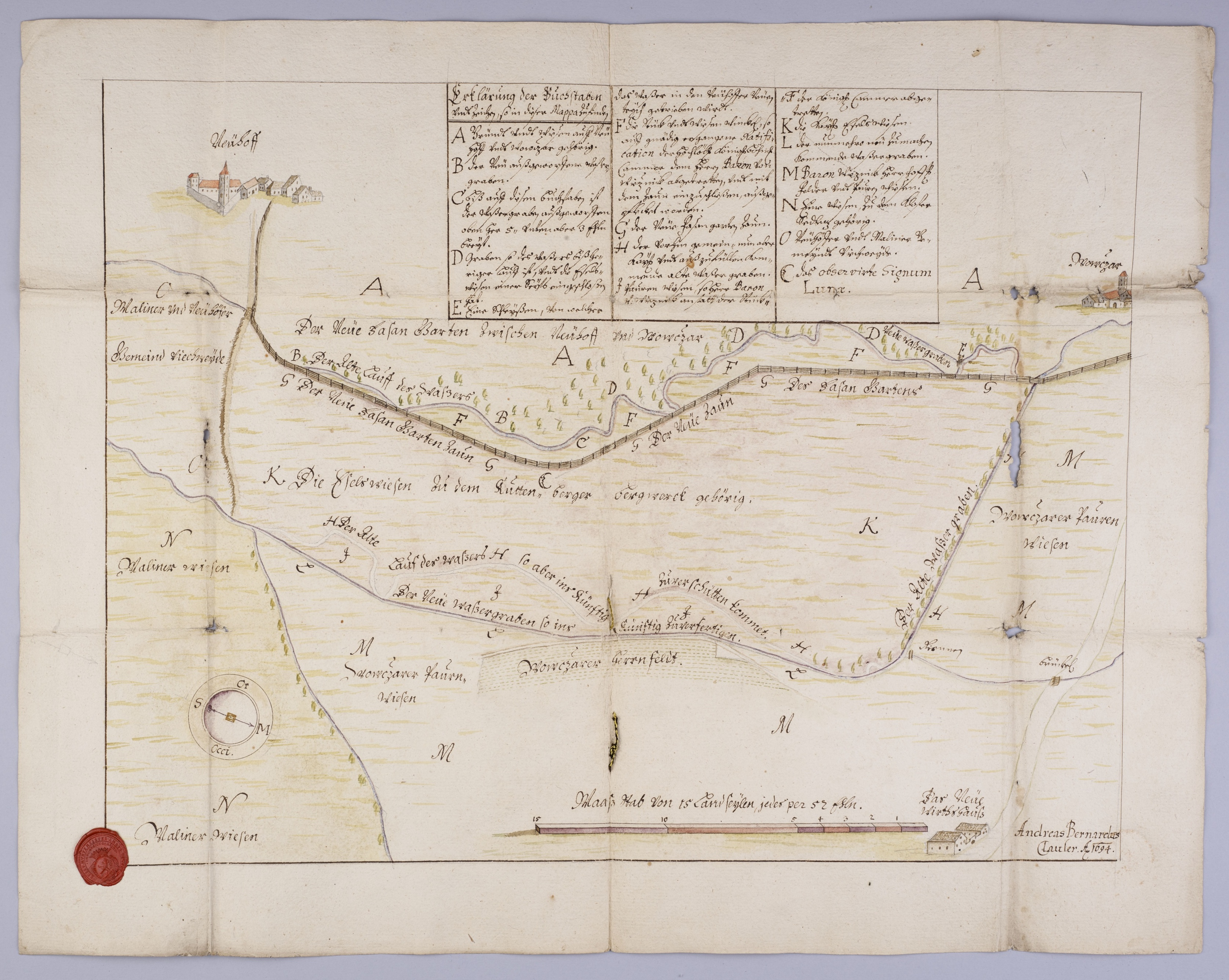
Plánek rozšíření nové bažantnice mezi Novými Dvory a Ovčáry. Kreslil Andreas Bernardus Clauser, měř. 15 zem. provazců po 52 loktech = 192 mm, rkp. kolorovaný papír, 59 x 46 cm. Přiložen situační náčrtek části bažantnice a louky Oselky (měř. 15 prov. = 66 mm), 36,5 x 23,5 cm; připojeno k úmluvě o výměně pozemků.

Po útrapách třicetileté války bylo Novodvorské panství zcela zpustošeno a nacházelo se ve velmi špatném stavu. O tom svědčí i to, že se během let 1674–1679 panství třikrát prodalo a měnilo svého majitele. V roce 1679 koupil Novodvorské panství baron, později hrabě Bernard Věžník. Když spatřil, v jak žalostném stavu panství je, umínil si dát ho do pořádku. Nechal vybudovat odvodňovací kanály, rozšířil bažantnici mezi Novými Dvory a Ovčáry, posázel lesy a v Ovčárech nechal vybudovat mlýn. Věžník nechal v Nových Dvorech na místě tehdejšího žerotínského zámku postavit nový zámek, který se stal později jeho sídlem, které sem přenesl z Třebešic. Pivovar, který stál u zámku, nechal spolu s ovčínem přenést do Ovčár. Snad v roce 1696 byla dokončena stavba kaple svaté Anny. Po její dostavbě bylo rozhodnuto, že řád, který tu bude působit, budou dominikáni. Po povýšení Nových Dvorů na městečko na žádost Bernarda Věžníka v roce 1701 Leopoldem I. zažívaly Nové Dvory další vzestup. Díky povýšení na městečko získaly možnost konání výročních trhů s prodejem dobytka. Bernard Věžník zde nechal vydláždit cesty, vybudoval radnici a jinak všemožně zkrášloval své městečko. Dbal i na to, aby zde bylo dostatek řemeslníků a tak zde v této době nalezneme například zlatníka, malíře, puškaře, kloboučníka, mydláře a další. V čele městečka stála městská rada společně s rychtářem. V radě bylo 12 konšelů, které volila vrchnost na jeden rok.

### Za doby Marie Terezie

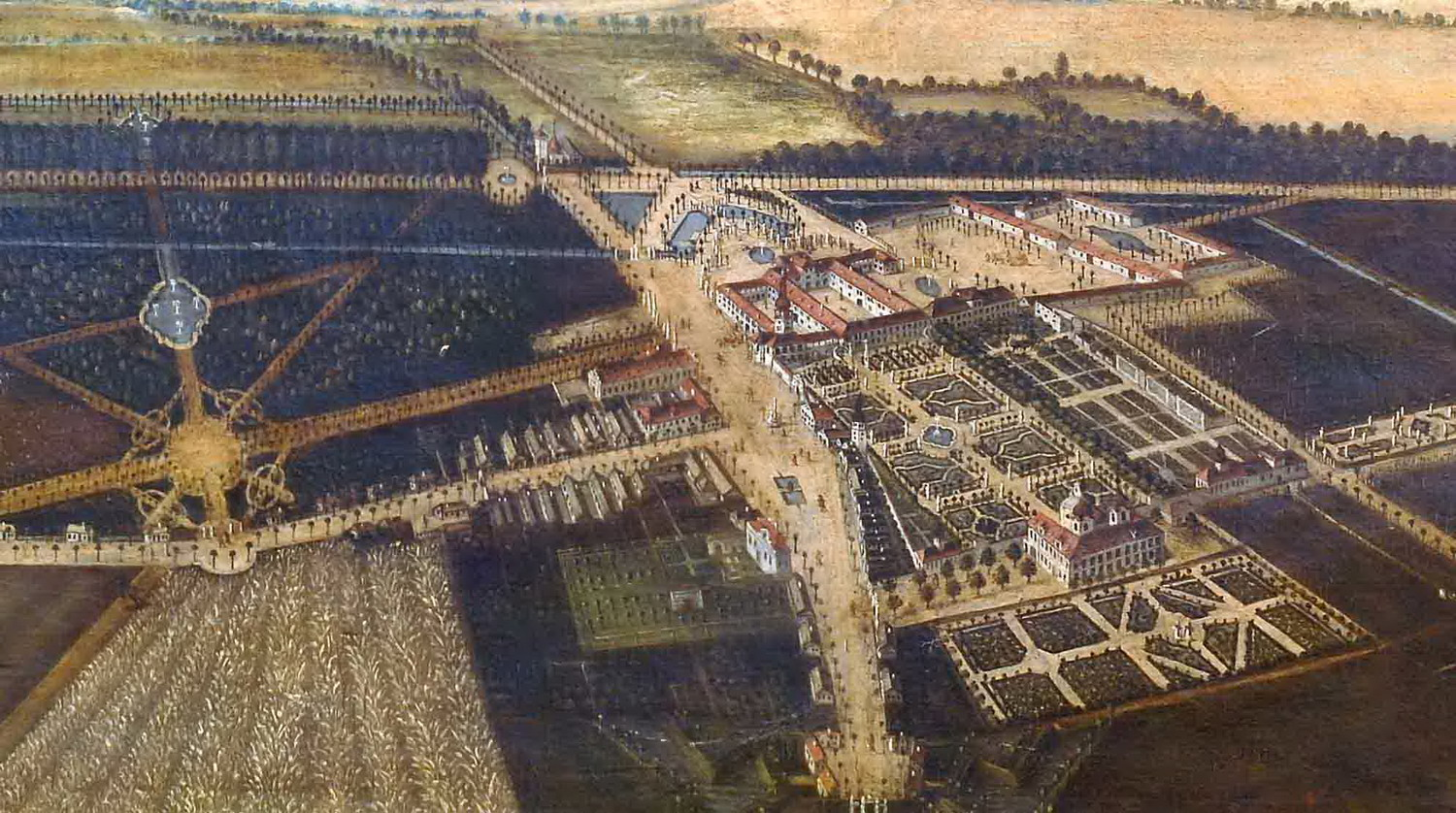
Výřez vyobrazení Nových Dvorů od neznámého autora z roku 1734, představující pravděpodobně ideový koncept (návrh) pro formování barokních úprav.

V roce 1722 koupil Nové Dvory hrabě František Antonín Pachta z Rájova od hraběnky Barbory Věžníkové. Hrabě Pachta žil na Nových Dvorech okázalým životem a největší slávou byl příjezd a návštěva Karla VI. s císařovnou Alžbětou a arcivévodkyněmi Marií Terezií a Marií Annou. Ti se zde zastavili cestou na korunovaci do Prahy v roce 1723. Okázalý život na panství jasně směřoval k tomu, že hrabě Pachta bude muset Nové Dvory prodat. Nové Dvory se ve veřejné dražbě dne 20. prosince 1728 prodaly uherskému hraběti Batthyánymu za 535 000 zlatých. Batthyány nechal přidělit sedlákům polnosti, aby se dokázali znovu postavit na nohy. Kvůli tomu povolal z prahy zeměměřiče Jana Kluckspergera, který v roce 1734 zhotovil podrobnou mapu celého panství Nové Dvory.
Po nástupu Marie Terezie na český trůn se začaly vyostřovat vztahy s Pruskem, jejichž vyhrocení okusily i Nové Dvory. Několikrát přes Nové Dvory přešla pruská vojska a nocovala u zdejších obyvatel. Prusové se při tažení od Kolína na Čáslav usadili od Nových Dvorů až po Třebešice a způsobili tu mnoho škod. Prusové zajali novodvorského direktora a odvedli ho ke pruskému vévodovi Bevernskému. Direktor však uprosil vévodu a Nové Dvory byly oproštěny od výpalné daně. Dalšího dne přitáhlo do Nových Dvorů 5 batalionů Prusů pod vedením plukovníka Geminka. Toto vojsko bylo rozděleno po zdejších domech na nocleh, ale nejvíce jich nocovalo v zámku. Prusové měli být umístěni i do zdejší dominikánské residence, ale tehdejší vikář Prusy uprosil, aby se tam neusazovali. Prosba byla vyslyšena a dominikáni dostali ještě mouku ke spotřebě. Nové Dvory byly v roce 1764 opět prodány. Koupil je Batthyányho přítel hrabě Jan Karel Chotek z Chotkova a Vojnína za 440 000 zlatých. Chotek se se svojí rodinou přistěhoval na panství 1. července 1764. Největších změn se dostalo krajině, jíž Chotek nechal zkrášlit a nechal sem dovážet spoustu exotických rostlin.

### Po smrti Marie Terezie
V roce 1784 byla zřízena v dominikánské residenci škola. Když hrabě Jan Karel Chotek v roce 1787 zemřel, připadlo panství vdově a synovi Janu Rudolfovi. Po smrti vdovy Marie Terezie v roce 1798 připadlo panství výhradně samotnému Janu Rudolfu Chotkovi, který k panství zakoupil ještě sousední Hlízov za 81 000 zlatých. Za jeho hospodaření Nové Dvory opět vzkvétaly a rozsáhlá území byla zalesňována a upravována. Pronajato bylo od roku 1796 i území od žehušického panství, které se nazývá Kamajka a nachází se jihovýchodně od zámku Kačina. S přípravami pro stavbu zámku Kačina se začalo v roce 1789, kdy bylo místo vykáceno a zplanýrováno. O dva roky později byly dovezeny první dodávky kamene ke stavbě. Stavba samotná začala až v roce 1802. Dokončena byla v roce 1822 pod vedením Filipa Jöndla. Hrabě Chotek se ze zámku v Nových Dvorech přestěhoval na Kačinu v roce 1823. Za hraběte Jindřicha Chotka se v Nových Dvorech v roce 1841 postavil nový lihovar a započala stavba železniční dráhy. Po požáru v roce 1861 získaly Nové Dvory stavbou nových domů souměrnější vzhled. Na Kačinu byla přesunuta oranžerie, která tu zůstala po Věžnících.
Národní uvědomění se v polovině 19. století dostalo i do Nových Dvorů a zápas češtiny s němčinou byl na denním pořádku. Roku 1872 hrabě Rudolf Chotek nařídil úředníkům české úřadování a čeština vytlačila němčinu i ze vzdělanějších kruhů. V této době proniká kromě národního uvědomění do Nových Dvorů i myšlenka liberalismu a s ní úpadek vzdělání a rozšíření se tanečních zábav. Roku 1892 se v Nových Dvorech uskutečnila slavnost k uctění památky tří set let od narození Jana Amose Komenského. Výtěžek z akce putoval stanovenou částí na zdejší chudé.
V městysi Nové Dvory u Kutné Hory (přísl. Ovčáry, 1140 obyvatel, poštovní úřad, telegrafní úřad, telefonní úřad, katol. kostel, četnická stanice) byly v roce 1932 evidovány tyto živnosti a obchody: lékař, biograf Sokol, cihelna, cukrář, Rolnický akciový cukrovar v Ovčárech, drogerie, 3 holiči, 5 hostinců, 2 klempíři, 2 koláři, kominík, kovář, 2 výroby kovového zboží, malíř pokojů, natěrač, obchod s obuví Baťa, 2 obuvníci, 2 pekaři, pivovar, pokrývač, porodní asistentka, 3 řezníci, sedlář, sklenář, 7 obchodů se smíšeným zbožím, spořitelní a záložní spolek pro Nové Dvory, 3 trafiky, 3 truhláři, 2 velkostatky, zahradnictví, 2 zámečníci.
Od 4. března 2014 jsou Nové Dvory znovu městysem.

## Přírodní poměry
Do severovýchodní části katastrálního území Nové Dvory u Kutné Hory zasahuje část přírodní památky Kačina.

## Obyvatelstvo
| Rok            | 1869  | 1880  | 1890  | 1900  | 1910  | 1921  | 1930  | 1950 | 1961 | 1970 | 1980 | 1991 | 2001 | 2011 | 2021 |
| -------------- | ----- | ----- | ----- | ----- | ----- | ----- | ----- | ---- | ---- | ---- | ---- | ---- | ---- | ---- | ---- |
| Počet obyvatel | 1 342 | 1 341 | 1 354 | 1 322 | 1 315 | 1 180 | 1 129 | 891  | 935  | 857  | 893  | 828  | 822  | 814  | 851  |
| Počet domů     | 114   | 118   | 140   | 140   | 148   | 160   | 210   | 235  | 223  | 223  | 227  | 256  | 258  | 262  | 296  |

## Správa městyse

### Územněsprávní začlenění
Dějiny územněsprávního začleňování zahrnují období od roku 1850 do současnosti. V chronologickém přehledu je uvedena územně administrativní příslušnost obce v roce, kdy ke změně došlo:
- 1850 země česká, kraj Pardubice, politický i soudní okres Kutná Hora[32]
- 1855 země česká, kraj Čáslav, soudní okres Kutná Hora
- 1868 země česká, politický i soudní okres Kutná Hora
- 1939 země česká, Oberlandrat Kolín, politický i soudní okres Kutná Hora[33]
- 1942 země česká, Oberlandrat Praha, politický i soudní okres Kutná Hora[34]
- 1945 země česká, správní i soudní okres Kutná Hora[35]
- 1949 Pražský kraj, okres Kutná Hora[36]
- 1960 Středočeský kraj, okres Kutná Hora
- 2003 Středočeský kraj, obec s rozšířenou působností Kutná Hora

### Symboly městyse
Znak městyse je historický, vlajka byla městysi udělena rozhodnutím předsedy Poslanecké sněmovny Parlamentu České republiky dne 16. července 2014.

## Doprava
Na území obce se nachází křížení silnic I/2 v úseku Kutná Hora – Nové Dvory – Přelouč se silnicí I/38 v úseku Kolín – Čáslav. V obci začíná silnice II/327 Nové Dvory – Týnec nad Labem. Dále územím vedou silnice III. třídy:
- III/3271 ze silnice II/327 na Starý Kolín
- III/3272 Malín – Hlízov
- III/33818 Jakub – Ovčáry – I/38
- III/33820 Ovčáry – I/2

Železniční stanice ani zastávka na území městyse není; pouze nejzápadnější výběžek novodvorského katastrálního území je protnut krátkým úsekem trati 230 vedoucí z Kolína do Havlíčkova Brodu. Nejbližší železniční stanicí je Kutná Hora hlavní nádraží, ležící ve vzdálenosti dva kilometry centra městyse na výše uvedené trati a na začátku trati 235 do Zruče nad Sázavou.
Příměstské autobusové linky spojovaly obec v pracovních dnech roku 2011 s Čáslaví, Kolínem, Kutnou Horou, Semtěší, Týncem nad Labem a Vrdy (dopravce Veolia Transport Východní Čechy). O víkendu byla obec bez dopravní obsluhy.

## Pamětihodnosti

### Zámek
Součástí zámku vybudovaného Kašparem Melicharem ze Žerotína byl také trojkřídlý arkádový dvůr, z něhož se však dodnes dochovala pouze boční křídla, přičemž levé bylo na konci 18. století přestavěno na byty. Součástí této výstavby je i doposud dochovaná věž, k níž byl v baroku, zřejmě za Bernarda Věžníka z Věžník přistavěn v rámci obnovy zámku kostel svatého Martina. Další obnovu zámku provedl na konci 18. století Jan Rudolf Chotek ovšem dosti necitlivým způsobem (demolice a přestavba části arkádového nádvoří atp.), přesto mu zámek komfortem nevyhovoval, a proto vybudoval v letech 1802–1822 nedaleký empírový zámek Kačina (stojící už na katastrálním území sousední obce Svatý Mikuláš). Zámek nadále sloužil jako příležitostné sídlo rodiny Jindřicha Chotka (1802–1864), učitelem kreslení jeho dětí zde do roku 1857 byl malíř Eduard Herold.

## Rodáci
- Jaroslav Humberger (1902–1945), spisovatel a novinář, oběť holokaustu
- Jiří Kout (* 1937), dirigent
- Linka Procházková (1884–1960), malířka

## Fotogalerie

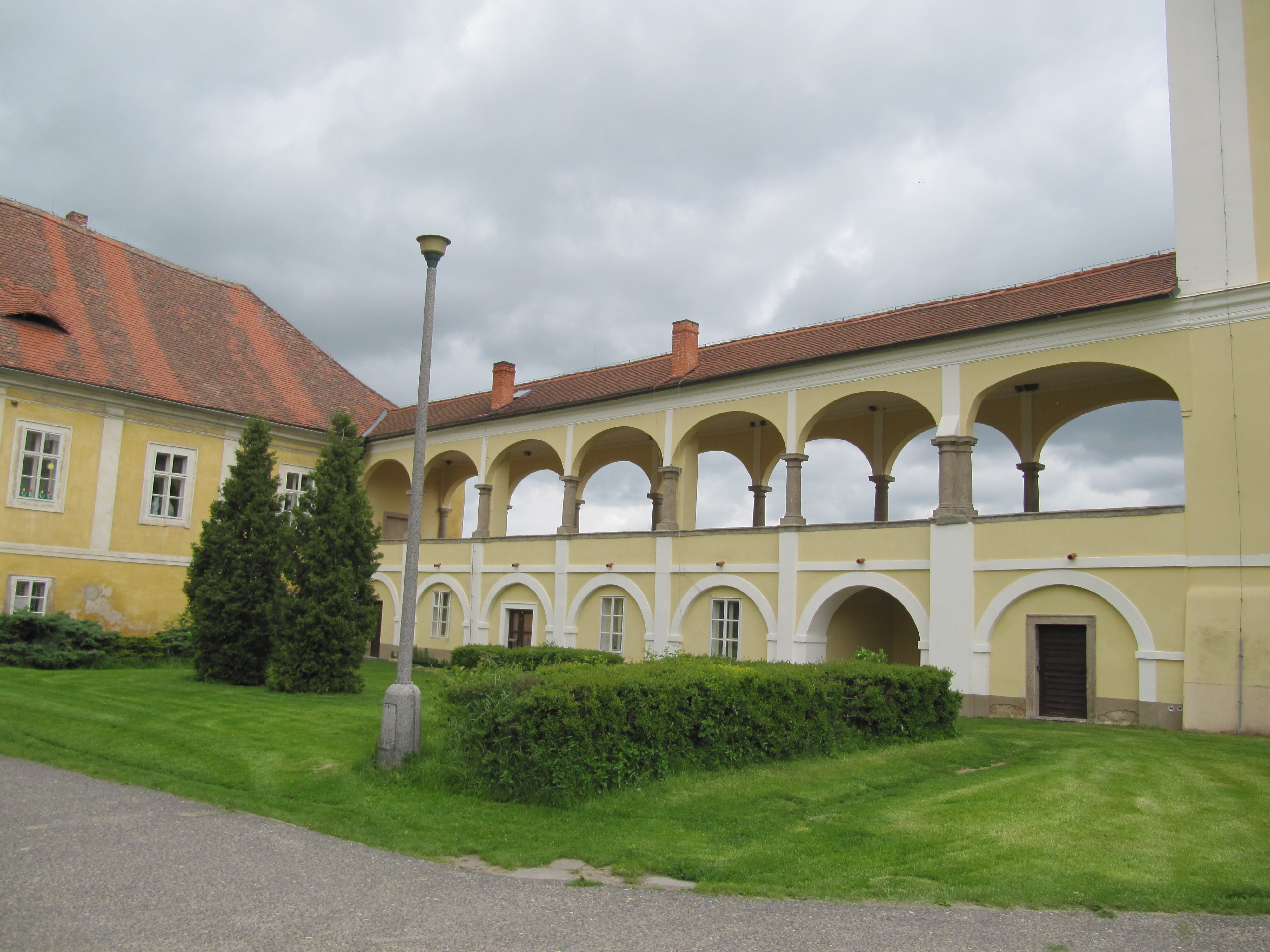
Arkádová chodba spojující zámek s kaplí svatého Martina
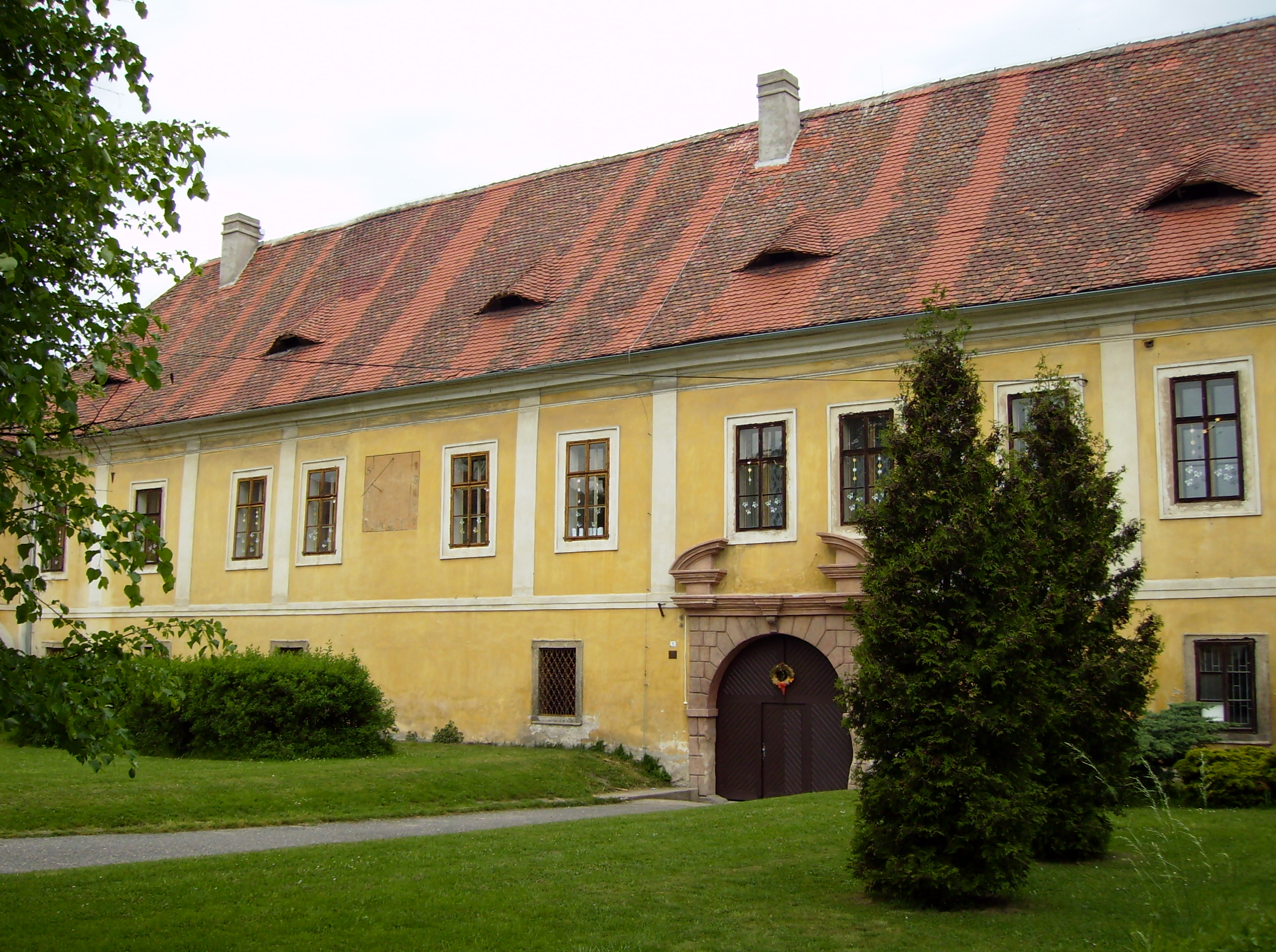
Průčelí zámku
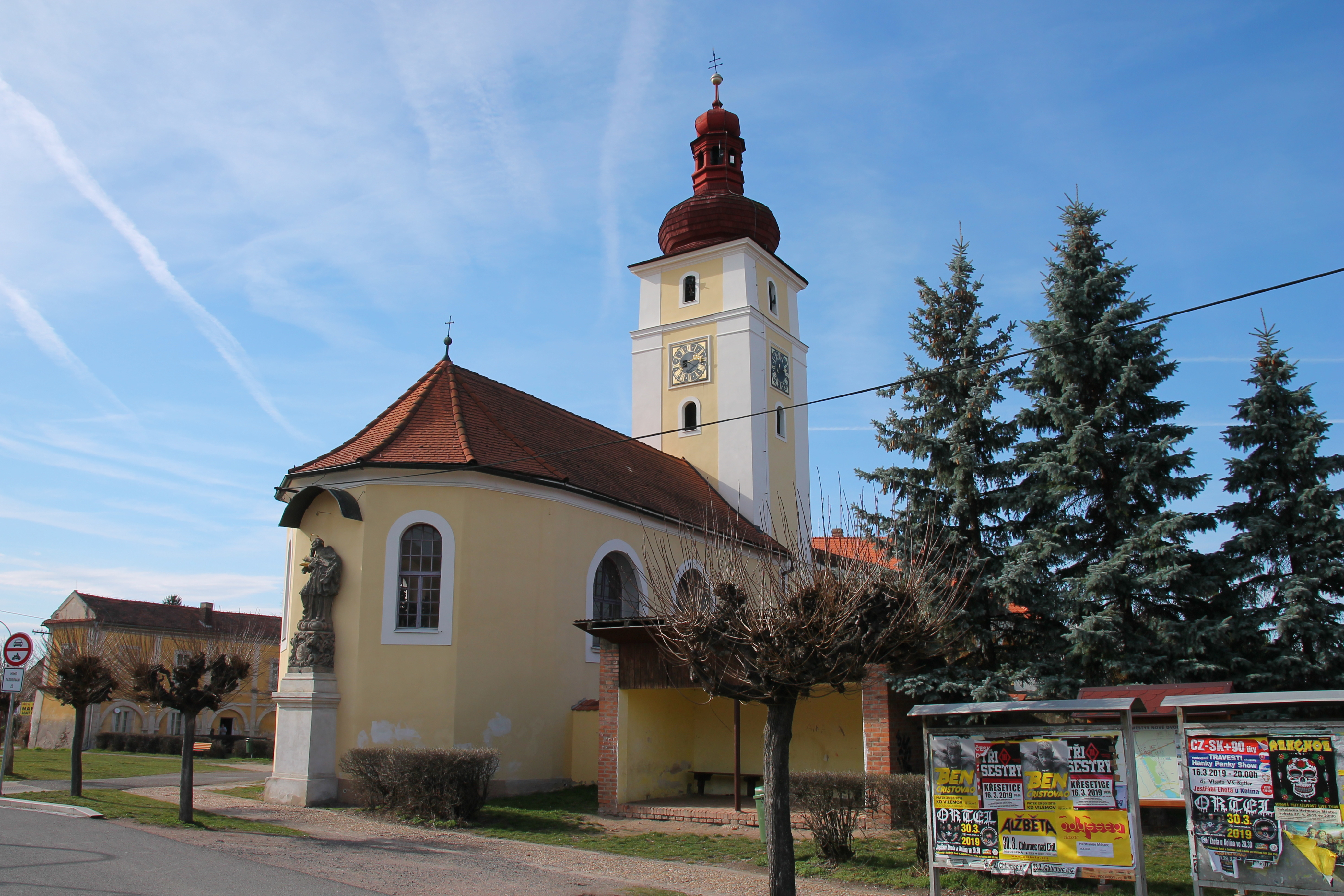
Zámecká kaple svatého Martina
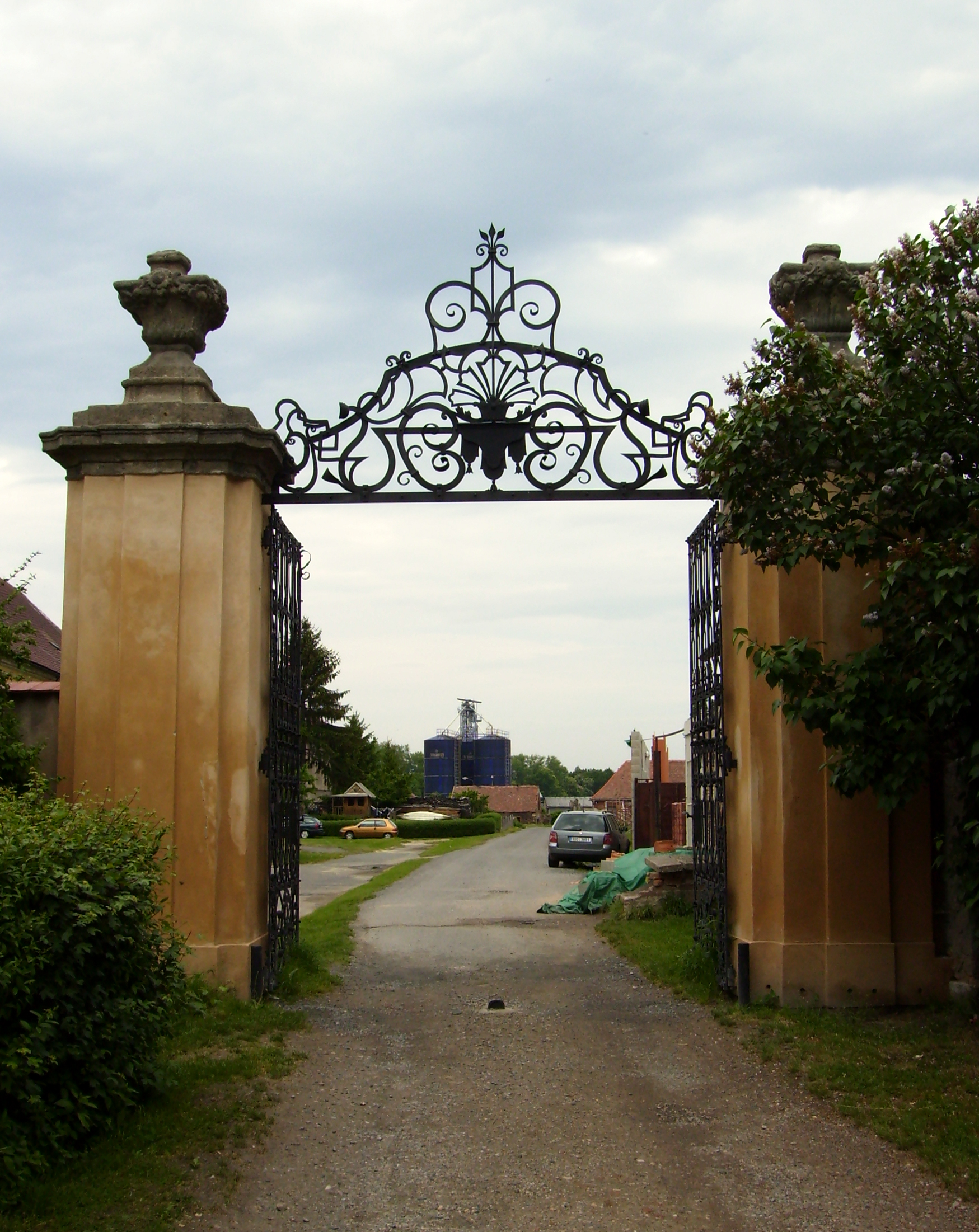
Brána do zámeckého parku
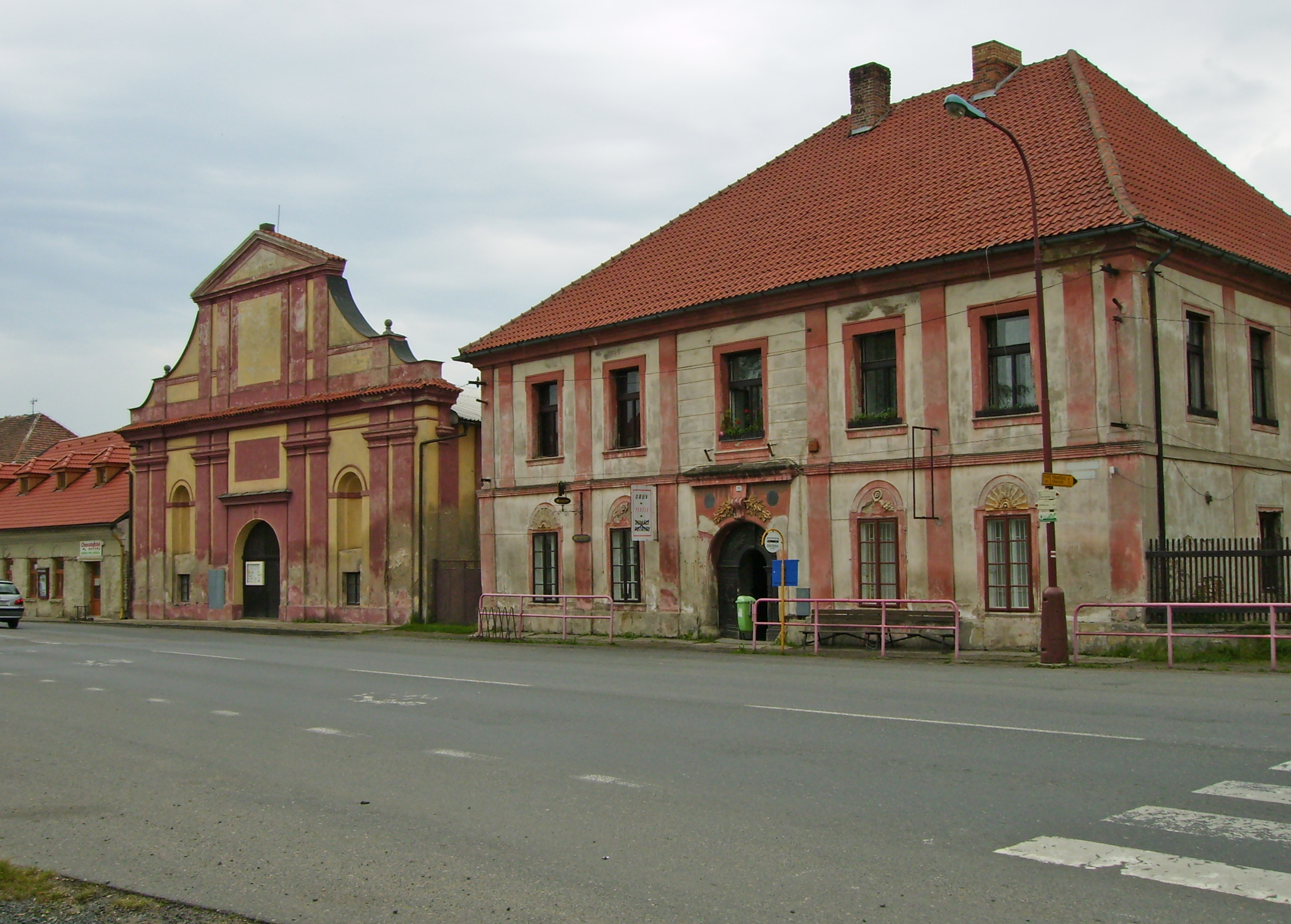
Bývalá jízdárna a stará pošta naproti zámku
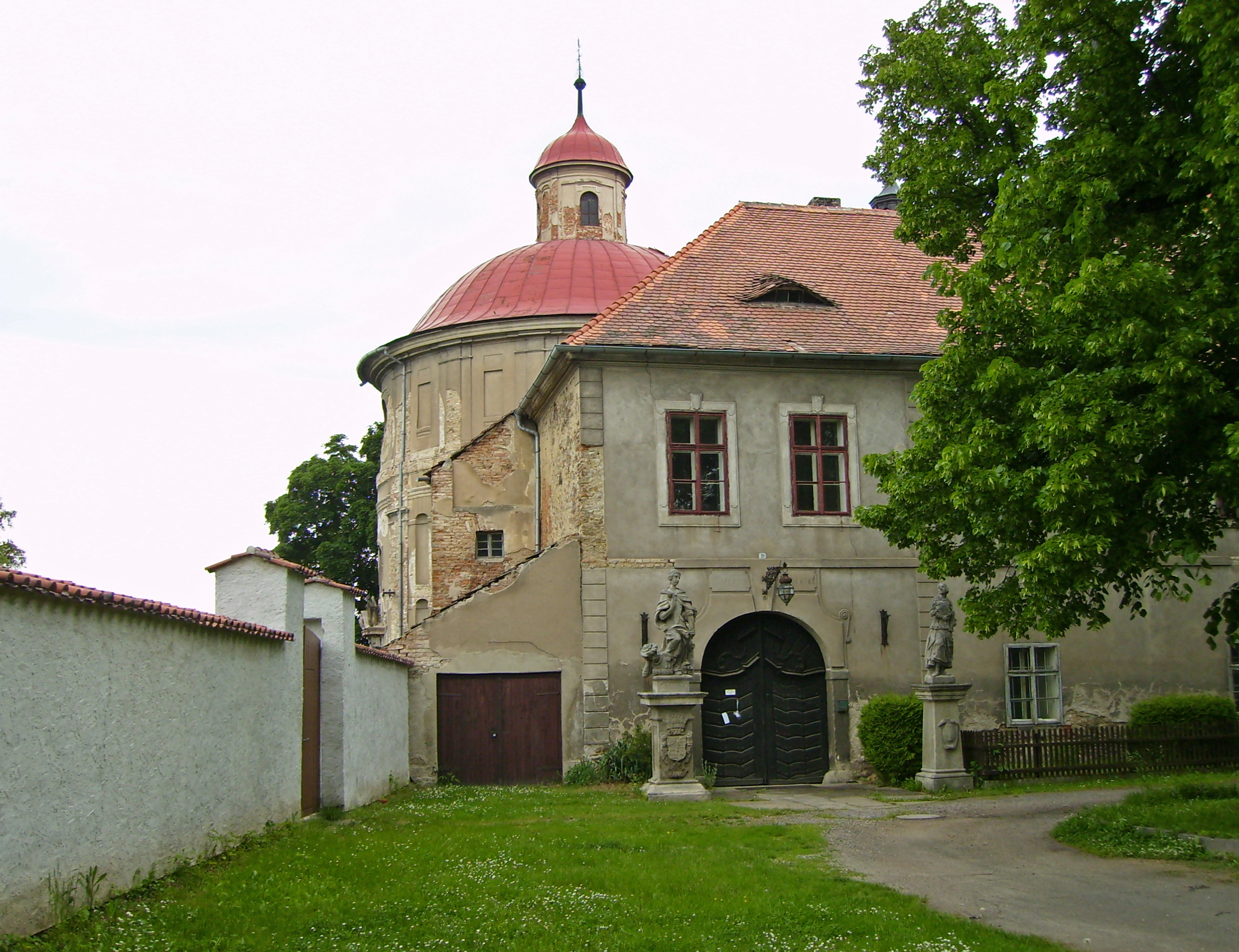
Fara a kostel svaté Anny
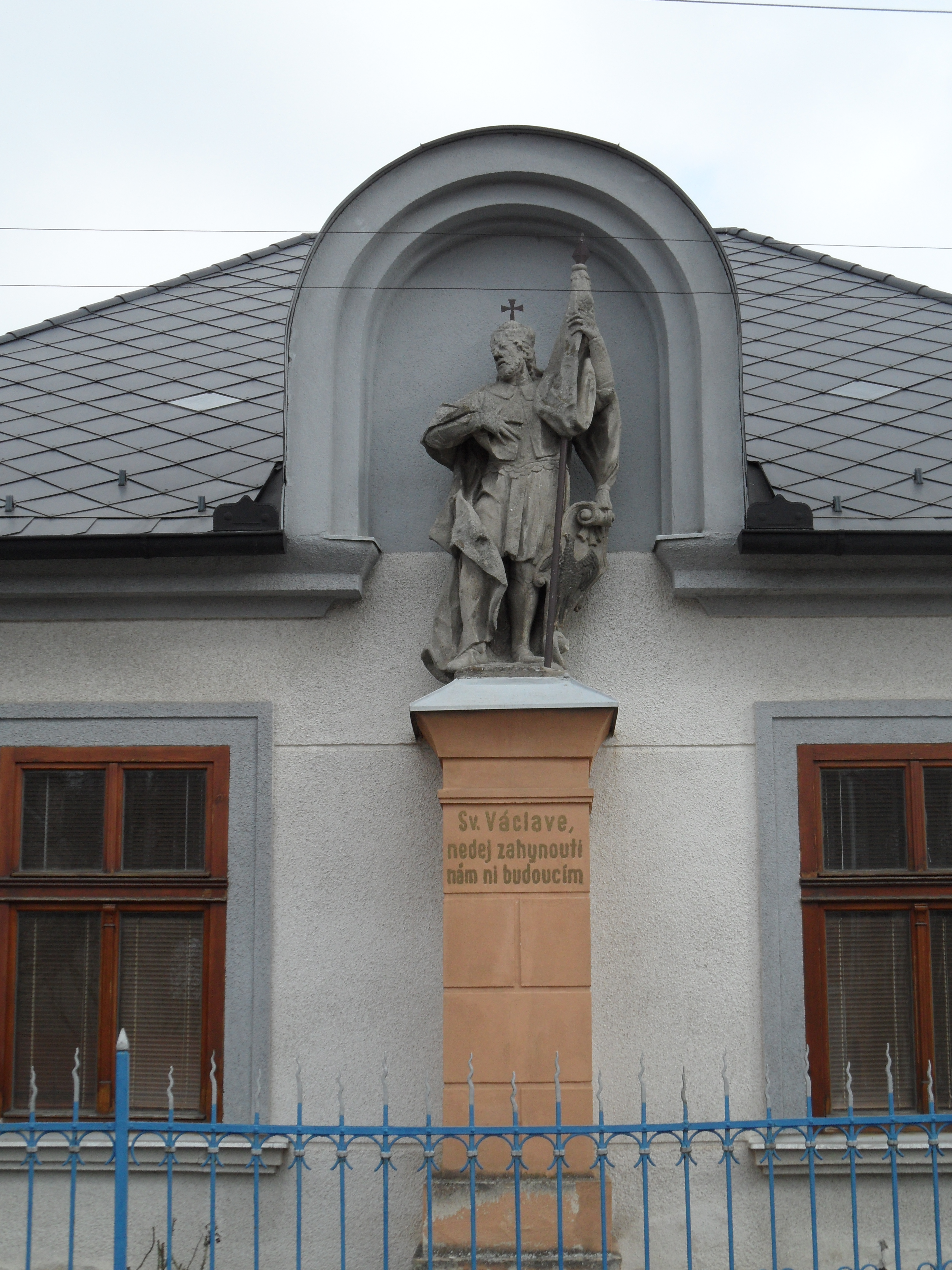
Socha svatého Václava
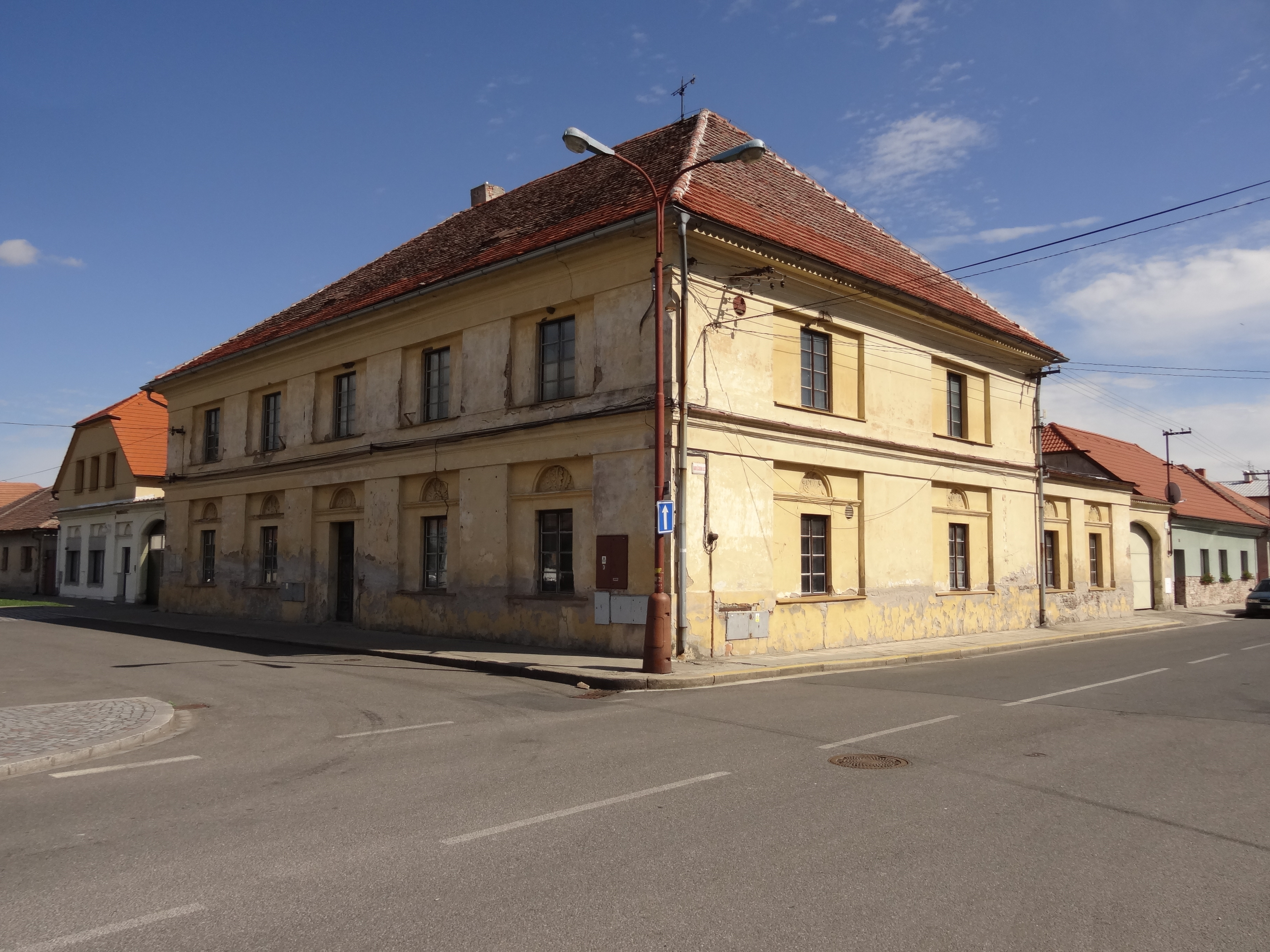
Památkově chráněný dům čp. 43 (bývalá hospoda)
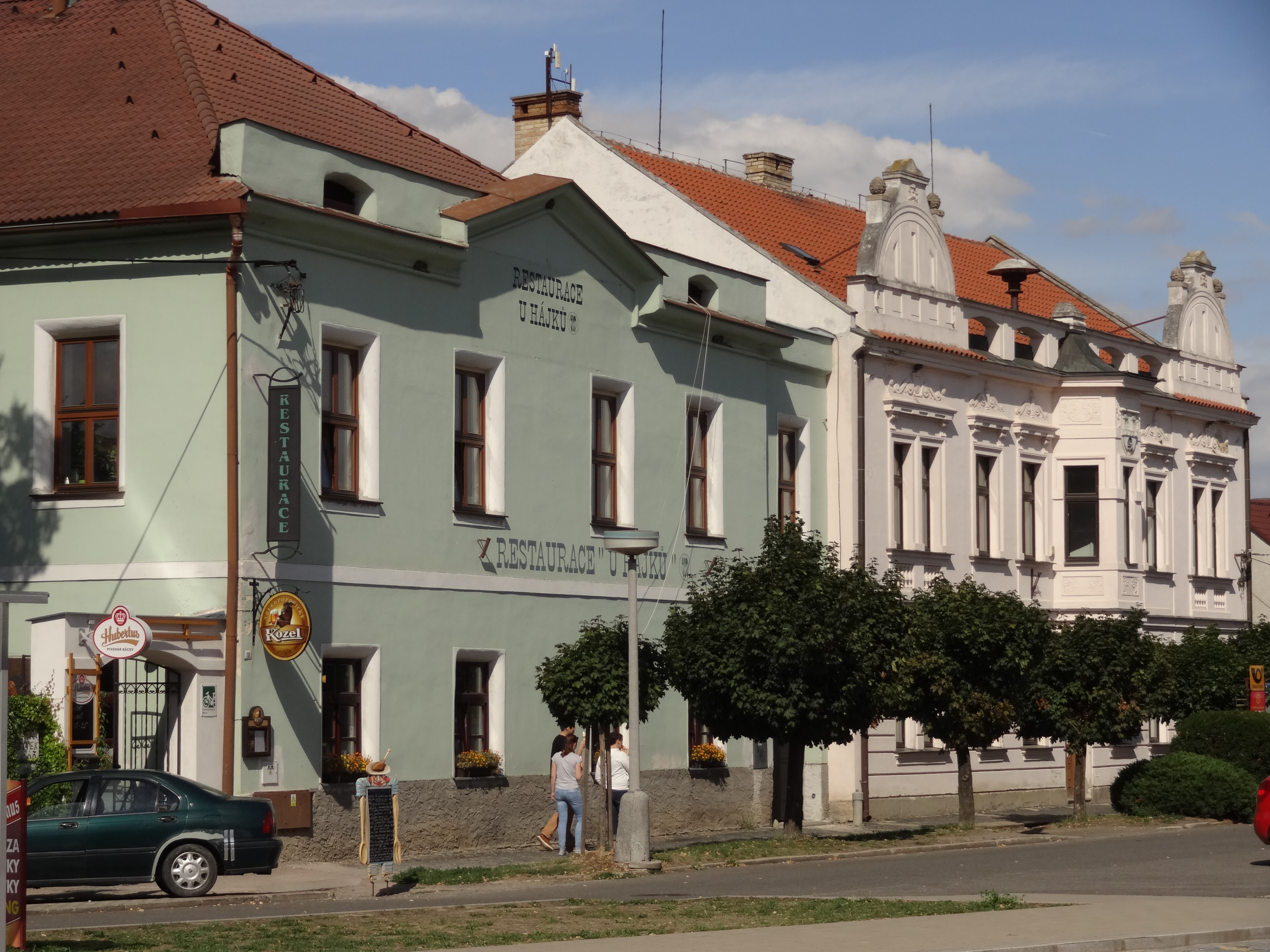
Masarykovo náměstí s restaurací a radnicí
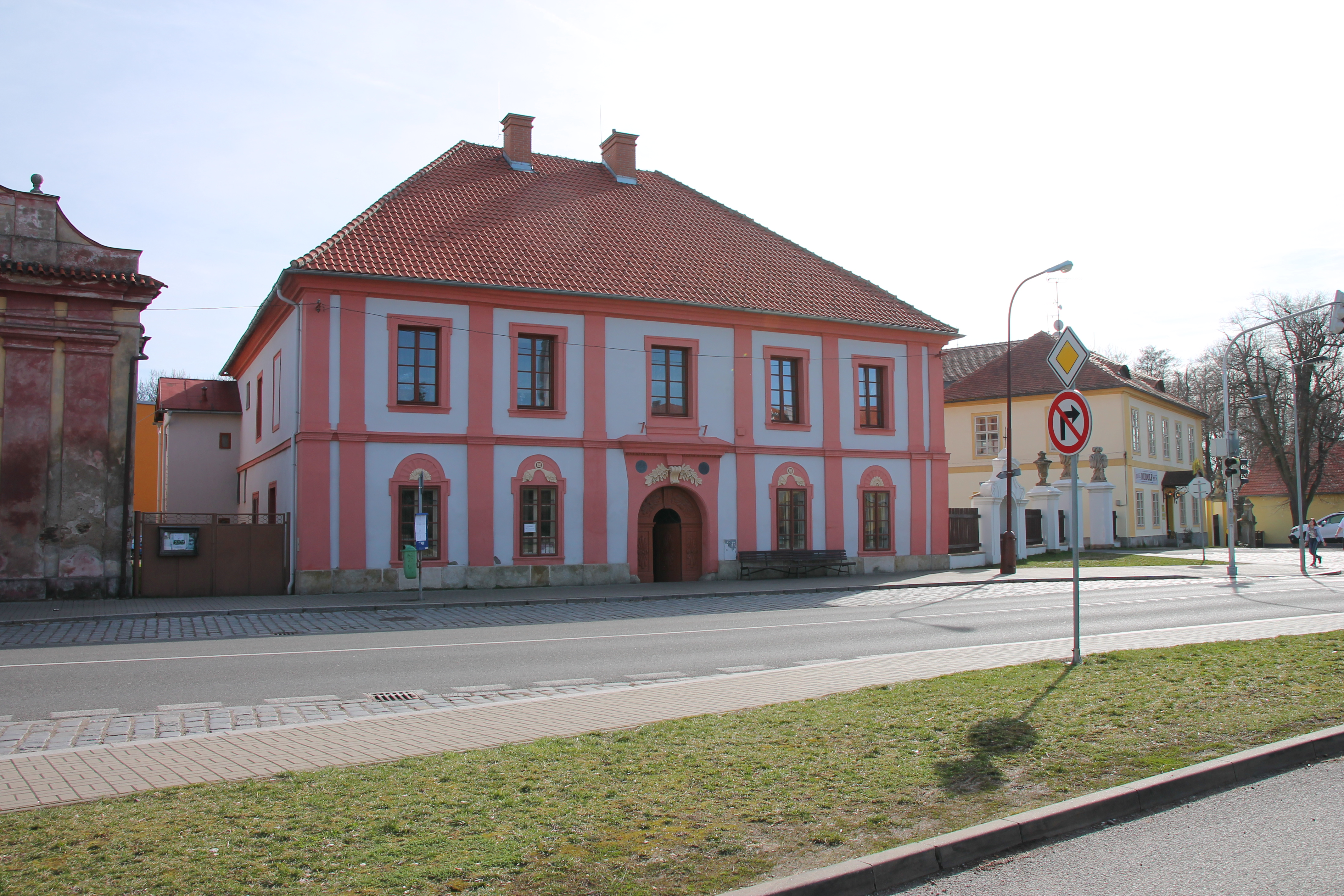
Dům čp. 111
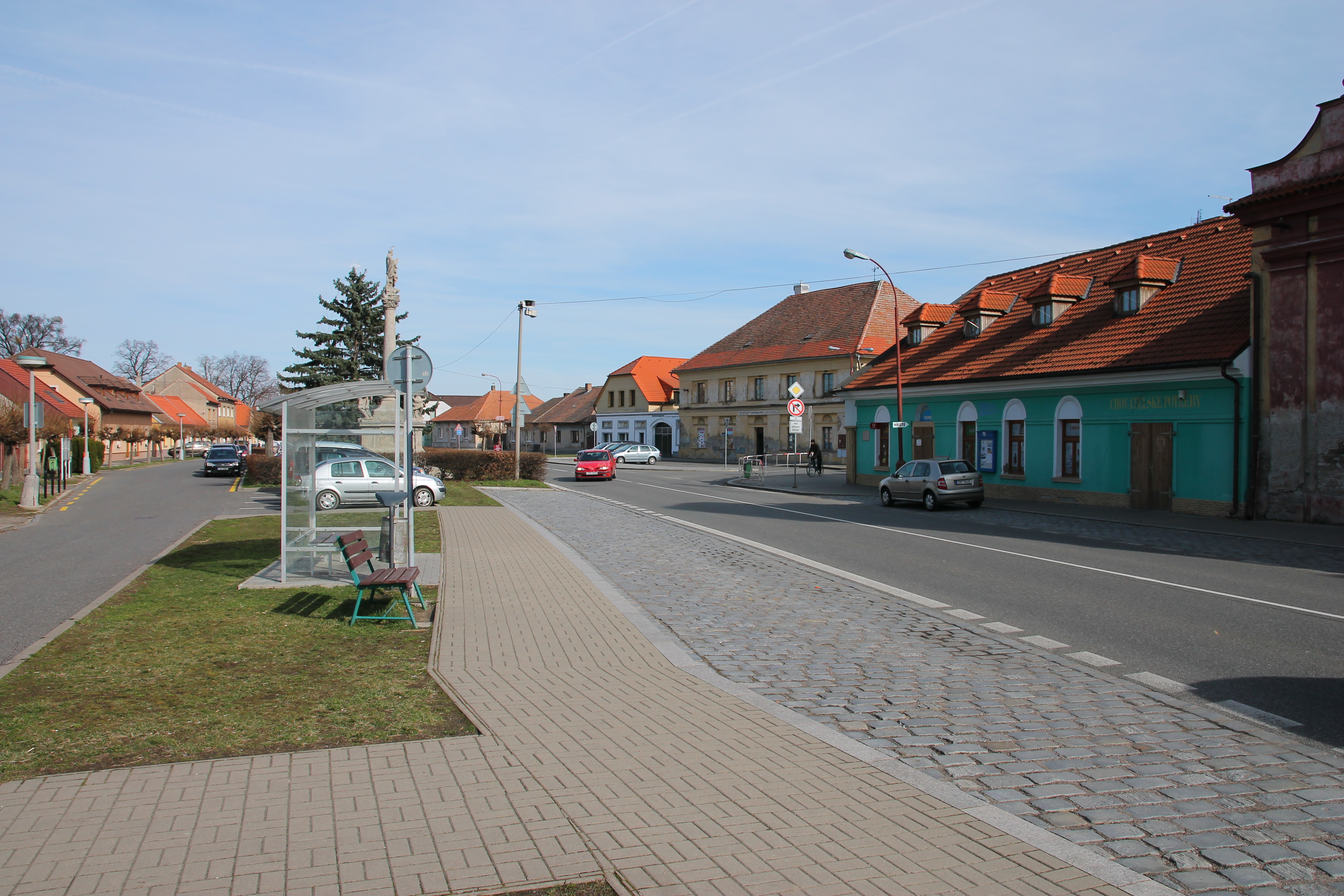
Masarykovo náměstí